# Baugips
Baugips ist ein Sammelbegriff für Bindemittel, die vor allem für Putz-, Stuck- und Estricharbeiten verwendet werden. Er wird auch bei der Herstellung von Gipsbauplatten eingesetzt.

## Herstellung
Als Rohstoff wird Gipsstein (Anhydrit und Gips) verwendet. Er kommt in der Natur als kristallwasserhaltiges Calciumsulfat Ca[SO4]•2 H2O vor. Der Gipsstein wird in Drehrohröfen gebrannt. Dabei wird dem Gipsstein das Kristallwasser teilweise oder ganz entzogen. Bei Temperaturen bis 300 °C (bevorzugt 130 bis 160 °C) entsteht Stuckgips (ein Bassanit), der noch geringe Mengen gebundenes Wasser enthält. Bei Temperaturen zwischen 290 und 900 °C entsteht Anhydritgips.
Diese Produkte werden fein gemahlen in Säcke verpackt oder in Containern bereitgestellt. Durch die Zugabe von Wasser auf der Baustelle entsteht wieder Gipsstein.
Etwa 80 % des kalzinierten Gipses werden für die Herstellung von Gipsbauplatten und nur etwa 20 % zur Produktion von Baugips und sonstigen Gipsprodukten eingesetzt.

## Baugipsarten nach DIN V 18550
Baugipse werden im Baubereich für verschiedene Anwendungen eingesetzt.

### Gipsarten ohne Zusatzstoffe

#### Stuckgips
Schnell härtend und wird für Stuckornamente als Wand-, Decken- und Fassadenstuck verwendet. Stuckgips erreicht Mindestdruckfähigkeit von 6 N/mm2
Stuckgips besteht größtenteils aus Calciumsulfat-Halbhydrat und wird in Niedertemperaturbereich (180 °C) gebrannt.

#### Putzgips
Härtet nicht so schnell wie Stuckgips und kann daher länger verarbeitet werden. Er wird als Hand- und Maschinenputz verwendet. Putzgips wird für Innenputz- und Rabitzarbeiten verwendet. Das Brennen findet in Hoch- und Niedertemperaturbereichen statt.

### Gipsarten mit Zusatzstoffen

#### Mörtelgips
Durch das Beimischen von Verzögerern wird die Verarbeitungsdauer entscheidend verlängert. Wird beispielsweise für die Befestigung von Elektrodosen verwendet.

#### Haftgips
Besonders gute Oberflächenhaftung. Wird zur Befestigung von Bauteilen verwendet. Elektrikergips ist sehr fest wird für die Verlegung von Kabeln und die Befestigung von Dosen benutzt. Er hat eine kurze Abbindezeit von ungefähr zehn Minuten. Damit können bereits kurze Zeit später Schalter und Steckdosen angeschlossen werden.

#### Maschinengipsputz
Neben längerer Verarbeitungsfähigkeit ist Maschinengipsputz maschinenverarbeitbar und wird als Wand- und Deckenputz verwendet.

#### Fugengips
Fähigkeit zur Wasserrückhaltung und verzögerter Härtung. Zum Ausfugen von Bauplatten und Rissen.

#### Spachtelgips
Fähigkeit zur Wasserrückhaltung und verzögerter Härtung, meistens sehr feinkörnig. Wird zum Spachteln von Wandunebenheiten verwendet.

#### Estrichgips
Zeichnet sich durch langsame Aushärtung und hohe Festigkeit aus und ist meist sehr grobkörnig. Wird als Estrich verwendet (auch Anhydritestrich genannt).

#### Fertigputzgips
Langsame Versteifung und Verwendung im Innenbereich.

## Verarbeitung
Mit Beginn des Mischens bis zum Zeitpunkt des Erhärtens liegt ein kurzer Zeitraum. Je nach Gipsart beginnt das Erhärten zwischen 5 und 90 Minuten nach Verarbeitungsbeginn. Die kürzeste Verarbeitungszeit haben Gipsbinden und Zahngips. Bis zum Erhärtungszeitpunkt ist der Baugips verarbeitbar. Der Gips erreicht etwa 40 % seiner Endfestigkeit mit dem Versteifungsbeginn. Der Gips darf ab diesem Zeitpunkt, auch unter Zugabe von Wasser, nicht mehr verarbeitet werden. Durch chemische Zusätze, oder Beimengen von Luftkalk, lässt sich der Erhärtungsbeginn verzögern. Warmes Zugabewasser und alte Gipsreste von teilweise abgebundenem Gips an den Werkzeugen und Mörtelkästen verkürzen die Verarbeitungszeit wesentlich.
Die völlige Erhärtung von Baugipsen erfolgt über 1–20 Stunden. Überschüssiges Zugabewasser diffundiert und die Gipsoberfläche wird durch den Erhärtungsvorgang vergrößert. Die anschließende Trocknung von Gipsputz hängt von der Temperatur, der Luftfeuchtigkeit, der Durchlüftung und der Schichtdicke ab und kann mehrere Wochen dauern. Schichten von mehr als fünf Zentimetern können Risse bilden, in solchen Fällen wird der Gipsputz in mehreren Schichten verarbeitet. Gips reagiert mit Eisen und verzinktem Eisen und führt in kurzer Zeit zur Rostbildung. Gipsplatten werden aus diesem Grund mit schwarz phosphatierten Schrauben befestigt.

## Eigenschaften
| Gipsputz aus                            | Wasser- gipswert | Rohdichte (abgebunden, trocken) [kg/m³] | Poren- volumen [Vol.-%] | E-Modul [N/mm²] | Druck- festigkeit* [N/mm²] |
| --------------------------------------- | ---------------- | --------------------------------------- | ----------------------- | --------------- | -------------------------- |
| Stuckgips                               | 0,75             | ca. 1.000                               | 57                      | ca. 4.800       |                            |
| Putzgips                                | 0,80             | ca. 1.050                               | 54                      | ca. 5.200       |                            |
| Maschinenputzgips                       | 0,48             | ca. 1.110                               | 52                      | ca. 2.800       | 2,5 – 5                    |
| Haftputzgips                            | 0,62             | ca. 900                                 | 61                      |                 | 2,5 – 4                    |
| Fertigputzgips                          | 0,62             | ca. 950                                 | 58                      |                 | 2,5 – 4                    |
| * vom Wassergipswert abhängig Daten aus |                  |                                         |                         |                 |                            |